# Specerijenmolen

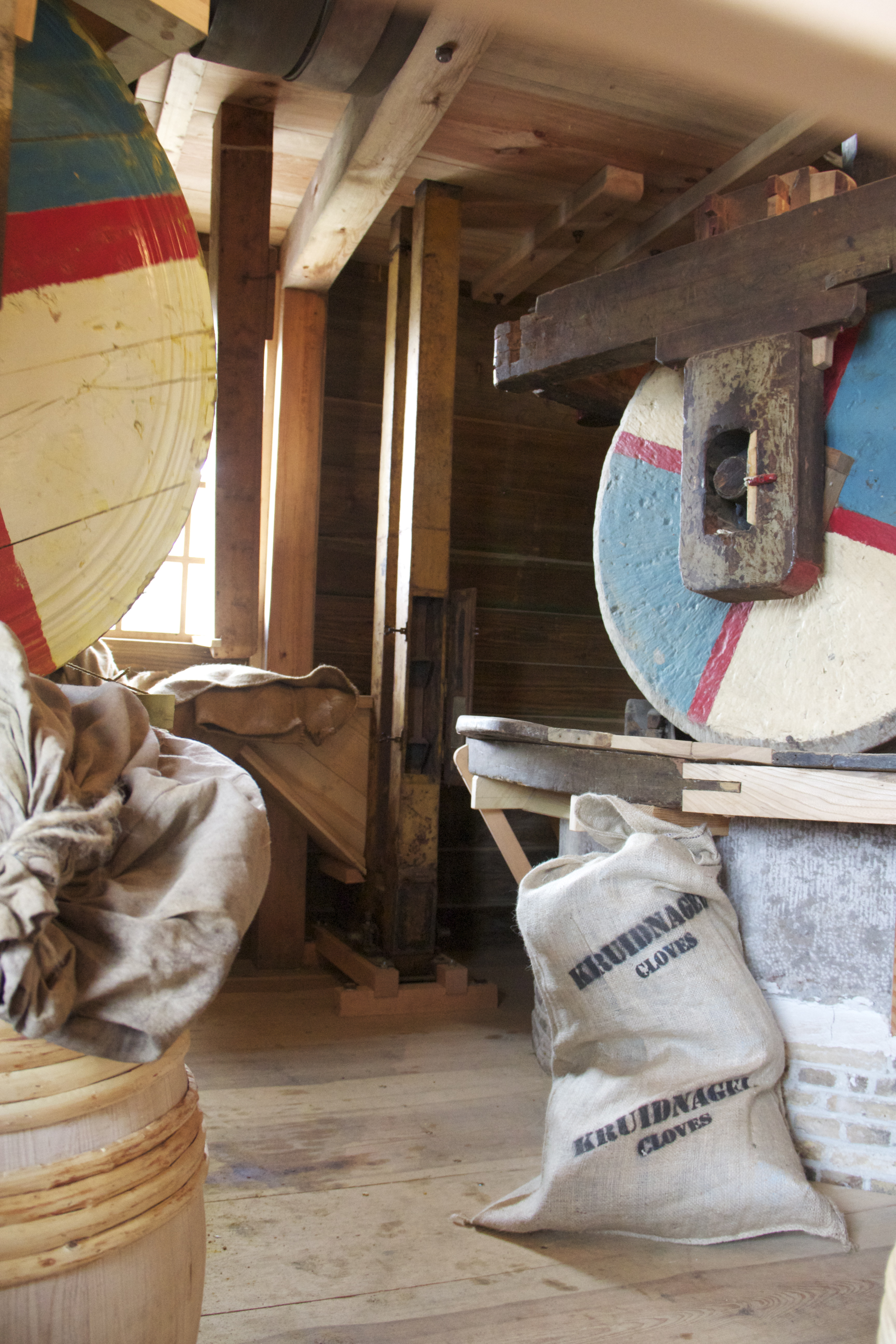
Interieur De Huisman

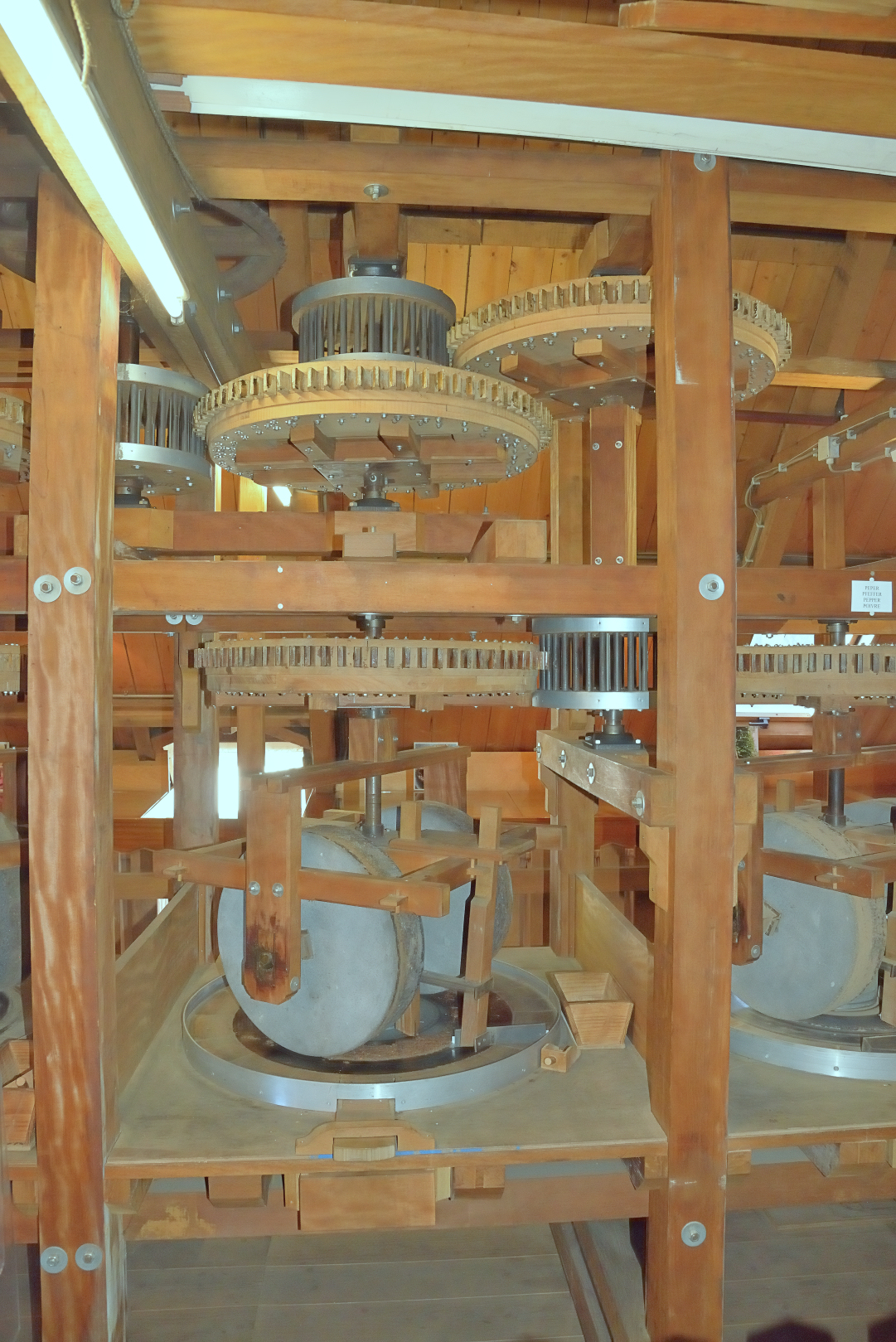
Een van de specerijenmolens van De Wachter

Specerijenmolens zijn molens - meestal windmolens - die dienden om specerijen te malen. Daarbij kan gedacht worden aan het malen van alle soorten specerijen en aanverwante producten zoals peper, piment, nootmuskaat, foelie, gemberwortel, kaneel, kruidnagelen, fenegriek en koriander, of mengsels van specerijen en kruiden.
Specerijenmolens werden vooral gebouwd in de buurt van havens waar de Oost- en West-Indische Compagnieën hun goederen aanvoerden. Waar er voor bijvoorbeeld korenmolens op elk dorp voldoende behoefte was aan de maalcapaciteit van ten minste één molen, was de omzet van specerijen nergens zo groot dat een plaatselijke molen gerechtvaardigd was. Enkele molens rond de aanvoerhavens waren voldoende om in de gehele behoefte van het achterland te voorzien.
Het malen van specerijen is een langdurig en arbeidsintensief proces. Specerijen bevatten etherische oliën, aromastoffen die in feite niets met olie te maken hebben. Wanneer deze oliën worden verwarmd, geven zij het specifieke aroma af waardoor bijvoorbeeld nootmuskaat naar nootmuskaat ruikt, of peper naar peper.

## Molenstenen
Door de wrijving van maalstenen worden de specerijen warm en komen de genoemde aromastoffen dus vrij. Met andere woorden, tijdens het malen gaat een deel van het aroma verloren. Om die reden moet het maalproces dusdanig worden uitgevoerd dat het maalsel minimaal opwarmt.
Dit wordt bereikt door slechts geringe hoeveelheden tegelijk te malen, en door de specerijen niet in één keer tot de juiste korrelgrootte te malen, maar eerst te breken tussen molenstenen die 'te ver van elkaar' liggen. Na deze breekgang kan het maalsel afkoelen, de stenen worden iets dichter op elkaar afgesteld en het gebroken maalgoed wordt nogmaals gemalen. Op deze wijze wordt in drie tot vier maalgangen de eindkwaliteit bereikt. Tussendoor wordt het maalsel gezeefd en opnieuw in de kaar gestort.

## Kantstenen
Specerijenmolen De Huisman heeft drie koppels kantstenen waarmee de specerijen worden fijngewreven. Ook de specerijen- en korenmolen 't Kleyn Vermoogen te Schipluiden werkt met een koppel kantstenen.
beukmolen ·
blauwselmolen ·
cacaomolen ·
hennepklopmolen ·
ijzermolen ·
koldermolen ·
kopermolen ·
korenmolen ·
krijtmolen ·
kruitmolen ·
loodwitmolen ·
mosterdmolen ·
moutmolen ·
oliemolen ·
papiermolen ·
pelmolen ·
pepermolen ·
poldermolen ·
schelpzandmolen ·
schorsmolen ·
slijpmolen ·
snuifmolen ·
specerijenmolen ·
spinmolen ·
trasmolen ·
verfmolen ·
volmolen ·
zaagmolen